# Georgi Slavkov
Georgi Slavkov (in bulgaro Георги Славков?; Musomišta, 11 aprile 1958 – Plovdiv, 21 gennaio 2014) è stato un calciatore bulgaro.
Nato a Musomishte, vicino a Gotse Delchev, ha segnato 61 gol in 112 partite nel Trakia Plovdiv tra il 1976 e il 1982. Nel 1981, con 31 reti all'attivo in campionato, ha vinto la Scarpa d'oro. Slavkov ha giocato nel CSKA Sofia tra il 1982 e il 1986, segnando 48 gol. Successivamente ha giocato nella squadra francese del Sain Etienne. Ha concluso la sua carriera professionistica in Portogallo nel 1992, e l'anno dopo, una breve apparizione al Botev Plovdiv (5 gare) si è ritirato dall'attività agonistica.
È morto improvvisamente nel 2014 all'età di 55 anni a seguito di un attacco cardiaco.

## Palmarès

### Club
- Campionato bulgaro: 2

CSKA Sofia: 1979-1980;1982-1983
- Coppa di Bulgaria: 3

Trakia Plovdiv: 1980-1981
CSKA Sofia: 1982-1983;1984-1985

### Individuale
- Capocannoniere del campionato bulgaro: 1

1980-1981 (31 gol)
- Scarpa d'oro: 1

1981 (31 gol)